# Phare de Hel
Le phare de Hel est un phare situé en Pologne dans la commune de Hel (région de Voïvodie de Poméranie) sur la mer Baltique.
Ce phare est sous l'autorité du Bureau maritime régional (en polonais : Urząd Morski (pl)) de Gdynia.

## Histoire
Le premier phare à Hel est construit en 1826, il entre en service le 1er août 1827. C'est une construction circulaire d'une hauteur de 42 mètres. Sa lampe est alimentée avec de l'huile de colza. En 1905 un mât est erigé afin d'envoyer des signaux par pavillons. En cas de mauvais temps un coup de canon est tiré toutes les quatre minutes. En 1910 pendant un de ces tirs une explosion de la poudre se produit tuant le gardien de phare May. En 1926 le phare est doté d'une lampe à pétrole avec quatre lentilles. Trois ans plus tard il est recrépi et peint en bandes blanches et rouges. Il est électrifié en 1938, une ampoule de 3000 W est installée. Pendant la bataille de Hel en 1939 les Polonais le font sauter car il constitue un excellent point de repère pour les artilleurs allemands. En 1942 il est reconstruit par l'occupant allemand.
En 2001 le phare est rénové.